# Água Limpa dos Antunes
Água Limpa dos Antunes é uma subdivisão da zona rural dos distritos de São Cândido, no município de Caratinga (especificamente a parte que corresponde à Vila dos Gatos); e Vale Verde de Minas, no município de Ipaba (especificamente a parte que corresponde à Vila dos Vianas).